# Maharaj (film)
Pour les articles homonymes, voir  Maharaja.
Pour plus de détails, voir Fiche technique et Distribution.
Maharaj est un film dramatique historique indien en langue hindi réalisé par Siddharth P. Malhotra, sorti en 2024 et produit par YRF Entertainment.
Le film met en vedette Junaid Khan dans ses débuts au cinéma, Jaideep Ahlawat, Shalini Pandey et Sharvari (créditée en apparition spéciale). Le film est basé sur l'affaire de diffamation du Maharaj de 1862 et sur le roman de Saurabh Shah sur cette affaire.
Initialement prévu pour sortir le 14 juin 2024, la Haute Cour du Gujarat a suspendu la sortie du film, sur la base de la requête d'un groupe hindou qui prétendait que le film pourrait inciter à la violence contre les adeptes de Pushtimarga Sampradaya (une secte hindoue),,. Il est finalement sorti le 21 juin 2024 en streaming sur Netflix.

## Synopsis
Karsan est un penseur progressiste et un réformateur social de Bombay avant l'indépendance, vivant avec son oncle maternel et sa tante après la mort de sa mère. Il est fiancé à Kishori, une fervente croyante du Maharaj « JJ », le chef du « haveli » qui est leur lieu saint. Lors de la célébration de Holi, Kishori attire l'attention de JJ, et elle est choisie pour effectuer le « charan seva » pour lui. La communauté des fervents adeptes de JJ accepte que les femmes de la communauté effectuent du « charan seva », qui consiste en fait à se livrer à des actes sexuels avec JJ. Karsan voit Kishori et JJ en train de se livrer à leurs fiançailles et rompt leurs fiançailles lorsque Kishori se montre complaisante avec la pratique et avec les actions de JJ.
Plus tard, Kishori réalise l'erreur de sa croyance et la méchanceté de JJ, mais elle a perdu Karsan pour toujours. Karsan fait comprendre à sa famille qu'il n'épousera pas Kishori et est expulsé de la maison en conséquence. Sa famille est également composée de fervents croyants et estime que Kishori n’a rien fait de mal.
Karsan constate que personne n'est prêt à se battre contre le haveli et JJ. Son mentor le convainc de pardonner à Kishori ou au moins de lui donner une chance de se racheter. Avant de pouvoir lui parler, il découvre que Kishori s'est suicidée à cause de l'erreur qu'elle a commise, et que son dernier souhait était que Karsan révèle la vérité de JJ au monde.
Après avoir lu le dernier message de Kishori, Karsan va affronter JJ. JJ est convaincu que Karsan ne peut pas changer les perceptions et que leurs places dans le monde sont fixées, avec JJ jouant le rôle d'un dieu (Maharaj Yadhu "Nath") dans leur communauté et Karsan (Karsan "Das") comme un dévot.
Alors que d'autres refusent de publier des articles sur JJ, Karsan crée son propre journal pour révéler la vérité. Les papiers sont interceptés par JJ et brûlés dans le haveli. JJ ferme tous les havelis de Bombay. Les croyants dévots ne rompent pas leur jeûne avant les prières du matin au haveli, et JJ pose une condition selon laquelle les havelis ne seront pas ouverts jusqu'à ce que Karsan s'excuse.
Karsan parle aux membres de la communauté protestataire et les convainc qu'ils n'ont pas plus besoin du haveli que le haveli n'a besoin d'eux, avec le soutien d'une femme nommée Viraaj. Les membres de la communauté prient leur idole placée par Karsan dans la rue et rompent leur jeûne. JJ refuse d'ouvrir les portes du haveli même si les prières du matin se poursuivent à l'extérieur du haveli. Karsan prend confiance dans sa mission et Viraaj le rejoint comme employé dans son journal. Pendant ce temps, JJ appelle le père de Karsan et le menace pour qu'il oblige Karsan à s'excuser.
Le père de Karsan vient au journal et annonce qu'il va renier Karsan s'il ne s'excuse pas auprès de JJ. Karsan ne lâche rien et son journal circule avec succès parmi le peuple. Les pensées de la communauté commencent à changer et ils commencent lentement à prendre conscience de l'exploitation et des mauvaises intentions de JJ. JJ dépose une plainte en diffamation contre Karsan, et l'oncle de Karsan présente des témoins contre JJ.
Peu avant le procès, les témoins se retirent par peur et la presse de Karsan est incendiée. Parmi les ruines de la presse, Viraaj avoue à Karsan qu'elle aussi a été envoyée à JJ pour « charan seva » lorsqu'elle était enfant, où elle s'est enfuie lorsqu'elle a réalisé que ce qui se passait était mal. Elle supplie Karsan de poursuivre son combat, car son idéologie doit gagner. L'épouse de JJ, Vahuji, arrive au domicile de Karsan et lui donne des indications pour se rendre chez un autre témoin, une jeune femme, Leelavati, que JJ avait mise enceinte et dont il avait tenté d'avorter après avoir refusé de les aider. Alors que Karsan tente de cacher la jeune femme, JJ la retrouve et la marie à l'un de ses serviteurs. On suppose qu'il a également tué le frère de Leelavati.
Alors que la date du procès approche, Karsan n'a plus de témoins pour contester cette affaire de diffamation. Le procès commence par l'appel à la barre du médecin du haveli, qui révèle qu'il a traité JJ pour la syphilis. JJ ment en disant qu'il avait déjà eu une maladie similaire, mais qui n'était pas vénérienne. Karsan met en lumière les interprétations erronées des Écritures par JJ et son exploitation des femmes et des filles. Alors qu'il parle de l'importance de ne pas avoir besoin d'un pont comme JJ pour atteindre Dieu, les femmes dans la salle d'audience prennent le parti de Karsan et témoignent contre JJ.
Finalement, Karsan est acquitté des accusations de diffamation et des accusations criminelles sont portées contre JJ. Karsan est reconnu et applaudi par le peuple pour avoir dénoncé JJ et en tant que réformateur social, tandis que JJ perd ses partisans.

## Fiche technique
- Titre original : Maharaj
- Réalisation : Siddharth P. Malhotra
- Scénario : Sneha Desai (dialogues), Vipul Mehta (adaptation), Kausar Munir (parolier), adapté d'un roman de Saurabh Shah
- Photographie : Rajeev Ravi
- Montage : Shweta Venkat
- Musique : Sohail Sen
- Costumes : Maxima Basu
- Production : Aditya Chopra
- Sociétés de production : YRF Entertainment
- Pays de production : Inde
- Langue originale : hindi
- Format : couleur
- Genre : drame
- Durée : 131 minutes
- Dates de sortie[7] :
  - Netflix : 2024

## Distribution
- Junaid Khan : Karsandas Mulji
- Jaideep Ahlawat : Maharaj Jadunath Brijratan "JJ"
- Shalini Pandey : Kishori, Mulji's ex-fiancee
- Sharvari : Viraaj, Mulji's employee, comrade and friend
- Viraf Patel : Sorabji, friend et confident de Mulji
- Sunil Gupta : Dadabhai Naoroji
- Vaibhav Tatwawadi : Dr. Bhau Daji Lad
- Meher Vij : Vahuji, JJ's wife
- Jay Upadhyay : Giridhar Khawas, JJ's right hand man
- Ananya Agarwal : Devi, Kishori's sister
- Priyal Gor : Leelavati
- Sandeep Mehta : Mulji, Karsan's father
- Sneha Desai : Bhabhu, Karsan's aunt
- Sanjeev Seth : Karsan's maternal uncle
- Jaya Ojha : Karsan's maternal aunt
- Utkarsh Mazumdar : Lalvanji Maharaj
- Jamie Alter : Defense Attorney Arnesty
- Mark Bennington : Prosecutor Bailey
- Edward Sonnenblick : Justice Sausse
- Sanjay Goradia : Nanubhai
- Kamlesh Oza : Shaamji
- Hemant Choudhary : Shraddhalu

## Production
La pré-production débute en novembre 2020 et le film entre en production en février 2021. Après des arrêts de tournage, la production se termine en octobre 2023.
La musique du film est composée par Sohail Sen, Alap Desai et Sanchit Balhara et Ankit Balhara tandis que les paroles sont écrites par Kausar Munir et Sneha Desai.
| Track Listing | Track Listing                         | Track Listing                                | Track Listing | Track Listing | Track Listing | Track Listing | Track Listing | Track Listing | Track Listing |
| No            | Titre                                 | Chanteurs                                    | Durée         |               |               |               |               |               |               |
| ------------- | ------------------------------------- | -------------------------------------------- | ------------- | ------------- | ------------- | ------------- | ------------- | ------------- | ------------- |
| 1.            | Achutam Keshavam                      | Sonu Nigam, Osman Mir                        | 4:35          |               |               |               |               |               |               |
| 2.            | Holi Ke Rang Ma                       | Shreya Ghoshal, Shaan, Osman Mir, Sohail Sen | 5:07          |               |               |               |               |               |               |
| 3.            | Haan Ke Haan                          | Monali Thakur                                | 4:01          |               |               |               |               |               |               |
| 4.            | Gurujan                               | Sangeeta Labadiya                            | 1:50          |               |               |               |               |               |               |
| 5.            | The Love Ballad Theme                 |                                              | 2:47          |               |               |               |               |               |               |
| 6.            | Viraj's Theme                         |                                              | 1:30          |               |               |               |               |               |               |
| 7.            | The Face-off Theme: Karsan VS Maharaj |                                              | 2:30          |               |               |               |               |               |               |
| 21:00         |                                       |                                              |               |               |               |               |               |               |               |

## Réception
Un critique de Bollywood Hungama a attribué au film 3,5 étoiles sur 5 et a écrit : « Maharaj fait un commentaire important. Les protestations et les problèmes juridiques augmenteront encore son audience. ». Saibal Chatterjee de NDTV a attribué à ce film 2 étoiles sur 5 et a déclaré : « Malgré tous les éléments qui fonctionnent dans Maharaj, il y en a tout un tas d'autres qui ne fonctionnent pas. Un drame d'époque qui a tant à dire n'a jamais semblé aussi inerte et inefficace. ». Shubhra Gupta de The Indian Express a également donné 2 étoiles sur 5 et a déclaré : « Le seul qui soit complètement en phase avec la tonalité du film est Jaideep Ahlawat, qui nous a donné un « dharm ka thekedar » pour battre tous les « dharm ke thekedars ». Sukanya Verma de Rediff.com a attribué à ce film 2 étoiles sur 5 et observe que « Le drame social médiocre de Maharaj manque de vigueur et de dynamisme pour recréer la pertinence des décisions révolutionnaires face au fanatisme religieux ».
Sana Farzeen de India Today a donné 3,5 étoiles sur 5 et a écrit : « Junaid Khan, en tant que débutant, semble confiant et à l'aise à l'écran. Maharaj est un choix de début non conventionnel et courageux, et Khan capte votre attention. Comme prévu, Jaideep Ahlawat offre une fois de plus une performance sans faille. La fluidité de ses performances est comparable à celle de JJ ». Monika Rawal Kukreja de Hindustan Times a déclaré : « Bien que Maharaj se déroule à l'époque pré-indépendance, l'histoire et la lutte contre la « culture bhakt » sont pertinentes à l'époque actuelle ». Renuka Vyavahare duTimes of India a attribué 2,5 étoiles sur 5 à ce film et a déclaré : « Basé sur une histoire vraie, contrairement à l'impression donnée, le film n'est pas un thriller judiciaire. C'est un drame historique qui raconte les événements qui ont conduit au procès qui s'est déroulé devant le tribunal britannique de Bombay ».
Shilajit Mitra du Hindu observe que « sans la sensibilité de notre époque, un film aussi simple, posé et auto-congratulant que Maharaj passerait probablement sous le radar ». Nandini Ramnath écrit pour Scroll.in : « Le film est à peine convaincant en tant que production d'époque. Les réalisateurs sont tout aussi incapables de décrire la sensibilité du sentiment religieux ou la monumentalité de la décision de Karsan de s'en prendre à une secte puissante. Il est difficile de critiquer un comportement sectaire lorsqu'il n'y a pas de curiosité derrière le sentiment qui conduit à un tel comportement ».

## Controverses
Le 13 juin 2024, la Haute Cour du Gujarat a émis un sursis provisoire sur la sortie de Maharaj, le premier film de Junaid Khan, fils d'Aamir Khan. Cette décision a été prise en réponse à une pétition déposée par des membres de la secte Pushtimarg, qui estimaient que le film, basé sur l'affaire de diffamation du Maharaj de 1862, contenait du contenu susceptible d'inciter à la violence et d'offenser les sentiments religieux. Cependant, après avoir examiné le film, le juge Sangeeta K. Vishen a levé la suspension, déclarant que le film ne ciblait pas la secte et avait été dûment certifié par le Central Board of Film Certification. Par conséquent, le film a été autorisé à être diffusé sur Netflix à partir du 21 juin 2024,.